# مردی به نام اوه
مردی به نام اوه (سوئدی: En man som heter Ove) فیلم درام سوئدی است که در تاریخ ۲۵ دسامبر ۲۰۱۵ بر روی پردهٔ نقره‌ای رفت. این فیلم به دست هانس هولم نوشته و کارگردانی شده است، و بر اساس کتابی به همین عنوان در سال ۲۰۱۲ و به تألیف فردریک بکمن می‌باشد. رولف لاسگارد نقش اصلی و قهرمان داستان را که اوه نام دارد به عهده گرفته است. این فیلم نامزد شش جایزه در پنجاه و یکمین جوایز گلدبگ شده، ازجمله بهترین فیلم. این فیلم سینمایی به عنوان فیلم منتخب سوئد برای جایزه اسکار بهترین فیلم خارجی‌زبان در هشتاد و نهمین دوره جوایز اسکار بود.

## خلاصه داستان
داستان این فیلم آشنایی اتفاقی خانواده‌ای ایرانی در سوئد با یک مرد سوئدی بد اخلاق است. اوه (رولف لاسگارد)، پیرمردِ عبوس و ترش‌روی ۵۹ سالهٔ محله است که به همسایه‌ها و دیگران روی خوش نشان نمی‌دهد و در فکر خودکشی است. در یکی از همان روزهای معمولی، پروانه (بهار پارس) و خانواده‌اش به خانهٔ روبه‌رویی نقل مکان می‌کنند. مدتی بعد، تصادف سرنوشت‌سازِ آن‌ها با صندوق پستیِ اوه، مقدمه‌ای می‌شود به دوستیِ غیرمنتظرهٔ پروانه با اوه. زندگی تکراریِ اوه با آمدن آن‌ها تغییر بزرگی کرده و آن پیرمرد سالخورده را به چالش می‌کشد.

## تمجید
"مردی به نام اووه" یکی از پنج فیلم نامزد جایزه اسکار برای بهترین فیلم غیر انگلیسی زبان بود که در نهایت رقابت را به فروشنده، ساخته اصغر فرهادی، واگذار کرد.

### جوایز

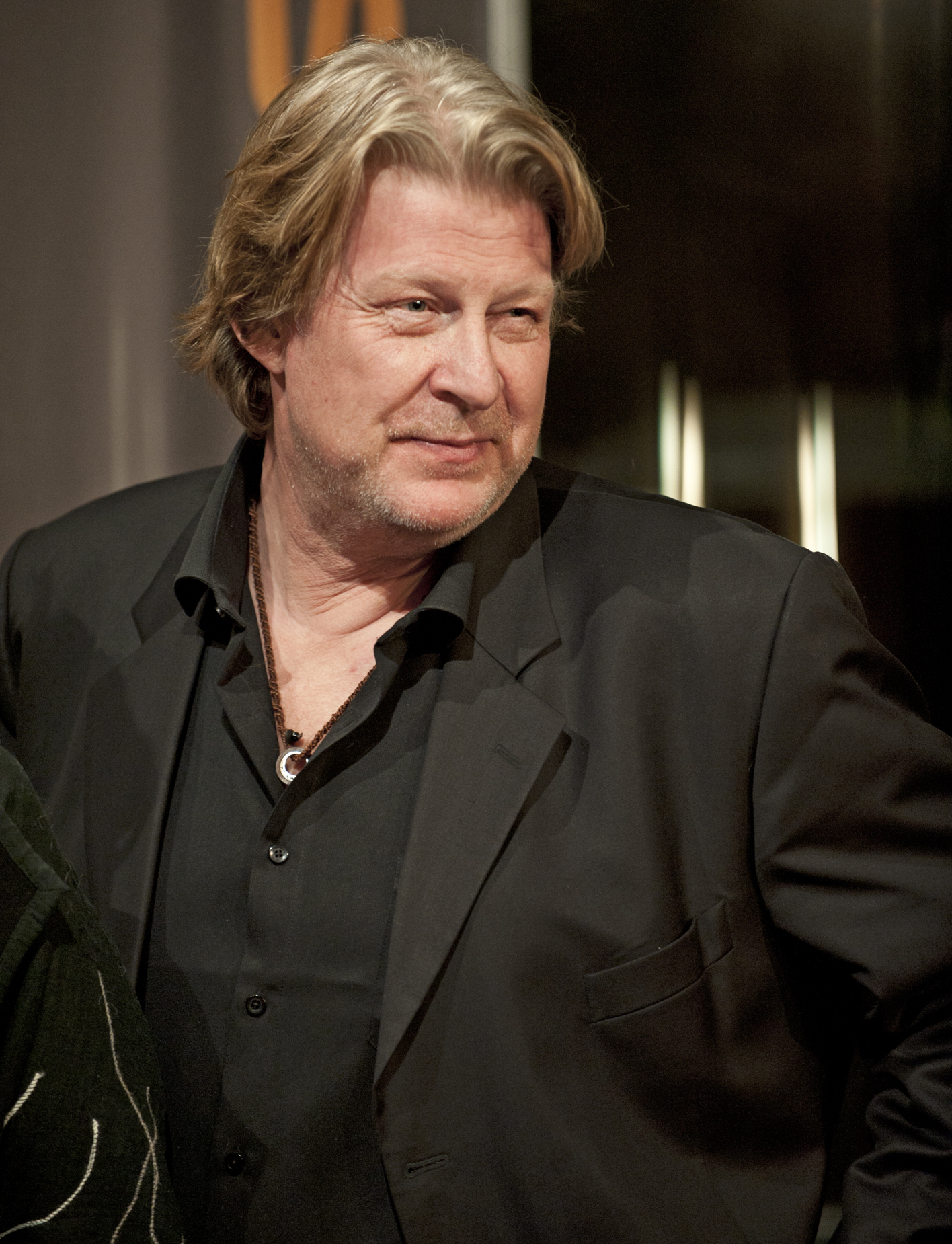
رولف لاسگارد برندهٔ بهترین بازیگر نقش اول مرد در پنجاه و یکمین جوایز گلدبگ.

این فیلم در ۷ گروه در پنجاه و یکمین جوایز گلدبگ نامزد دریافت جایزه شد که از جملهٔ آن‌ها می‌توان به بهترین فیلم، بهترین کارگردان و بهترین نمایش‌نامه اشاره نمود که در سه مورد از آن‌ها به جایزه دست یافت.
| جایزه               | تاریخ مراسم    | دسته                      | گیرنده و نامزد                                     | نتیجه |
| ------------------- | -------------- | ------------------------- | -------------------------------------------------- | ----- |
| جشنواره فیلم کابورگ | ۱۱ ژوئن ۲۰۱۶   | جایزه تماشاگران اسیلو     |                                                    |       |
| جوایز گلدبگ         | ۱۸ ژانویه ۲۰۱۶ | بهترین فیلم               | Annica Bellander و Niklas Wikström نیکسترو (تولید) |       |
| جوایز گلدبگ         | ۱۸ ژانویه ۲۰۱۶ | بهترین بازیگر نقش اول مرد | رولف لاسگارد                                       |       |
| جوایز گلدبگ         | ۱۸ ژانویه ۲۰۱۶ | بهترین بازیگر نقش مکمل زن | بهار پارس                                          |       |
| جوایز گلدبگ         | ۱۸ ژانویه ۲۰۱۶ | بهترین فیلمبرداری         | گوران هالبرگ                                       |       |
| جوایز گلدبگ         | ۱۸ ژانویه ۲۰۱۶ | بهترین آرایش/مو           | اوا فون بحر و لاو لارسون                           |       |
| جوایز گلدبگ         | ۱۸ ژانویه ۲۰۱۶ | بهترین جلوه‌های ویژه       | Torbjörn Olsson                                    |       |
| جوایز گلدبگ         | ۱۸ ژانویه ۲۰۱۶ | جایزهٔ تماشاگران سینما     |                                                    |       |